# Baoxia
Baoxia (kinesiska: 鲍峡, 鲍峡镇) är en köping i Kina. Den ligger i provinsen Hubei, i den centrala delen av landet, omkring 440 kilometer nordväst om provinshuvudstaden Wuhan. Antalet invånare är 27 592. Befolkningen består av 12 613 kvinnor och 14 979 män. Barn under 15 år utgör 15,0 %, vuxna 15-64 år 75 %, och äldre över 65 år 9,0 %.
Runt Baoxia är det ganska tätbefolkat, med 144 invånare per kvadratkilometer. Baoxia är det största samhället i trakten. I omgivningarna runt Baoxia växer i huvudsak blandskog.
Genomsnittlig årsnederbörd är 976 millimeter. Den regnigaste månaden är augusti, med i genomsnitt 160 mm nederbörd, och den torraste är januari, med 8 mm nederbörd.